# Postplatyptilia paraglyptis
Postplatyptilia paraglyptis là một loài bướm đêm thuộc họ Pterophoridae. Nó được tìm thấy ở Argentina.
Sải cánh dài khoảng 14 mm.